# Liparetrus laevis
Liparetrus laevis är en skalbaggsart som beskrevs av Blanchard 1850. Liparetrus laevis ingår i släktet Liparetrus och familjen Melolonthidae. Inga underarter finns listade i Catalogue of Life.